# Claudia La Gatta
Claudia Virginia La Gatta Quintana (Caracas, 10 de octubre de 1979) es una actriz, modelo y presentadora venezolana. De padre italiano y madre española, es la menor de 3 hermanos, su hermano mayor se llama Blas Enrique y su hermana María Antonietta. Se graduó en Administración de Empresas en la Universidad Santa María en Caracas.  
Se dio a conocer al participar en el Miss Venezuela 1997, representando al estado Barinas, aunque no clasificó el concurso le sirvió como plataforma para darse a conocer, comenzó su carrera artística al actuar en la telenovela de Venevisión Sabor a ti en 2004, desde entonces ha actuado en numerosas telenovelas.
Claudia está casada con el también actor Luis Gerónimo Abreu. El 17 de enero de 2015 se convierte en madre trayendo al mundo a su primogénito, Salvador Abreu La Gatta.

## Filmografía

### Telenovelas
- El Chema... (Telemundo - 2017)... Alina Martínez
- Nora... (Televen - 2014)... Irina Casado
- Las Bandidas... (RTI Televen - 2013)... Malena Montoya
- Válgame Dios... (Venevisión - 2012)... Liseth "La número 3"
- Natalia del mar... (Venevisión - 2012)... Estefanía Moncada
- Flor salvaje (Telemundo - 2011)... Clara
- La mujer perfecta (Venevisión - 2010-2011)... Isabel "Chabela" Andrade
- La vida entera (Venevisión - 2009)... Claudia
- Mi prima Ciela (RCTV - 2007)... Ruth Berroterán
- Los Querendones (Venevisión - 2006)... Milady Castillo
- El amor las vuelve locas (Venevisión - 2005)... Cristina Parra
- Sabor a ti (Venevisión - 2004)... Brenda Gómez

### Cine
- Un cupido sin puntería (2022) ... Alicia
- La noche de las dos lunas (2018) ... Luz Clarita
- Espejos... (Cesár Manzano - 2014)... Arianna
- Travesía Del Desierto ... ( Mauricio Walerstein - (2011) .... Patricia..

Teatro
•El choque (2024).